# Trèvol de prat

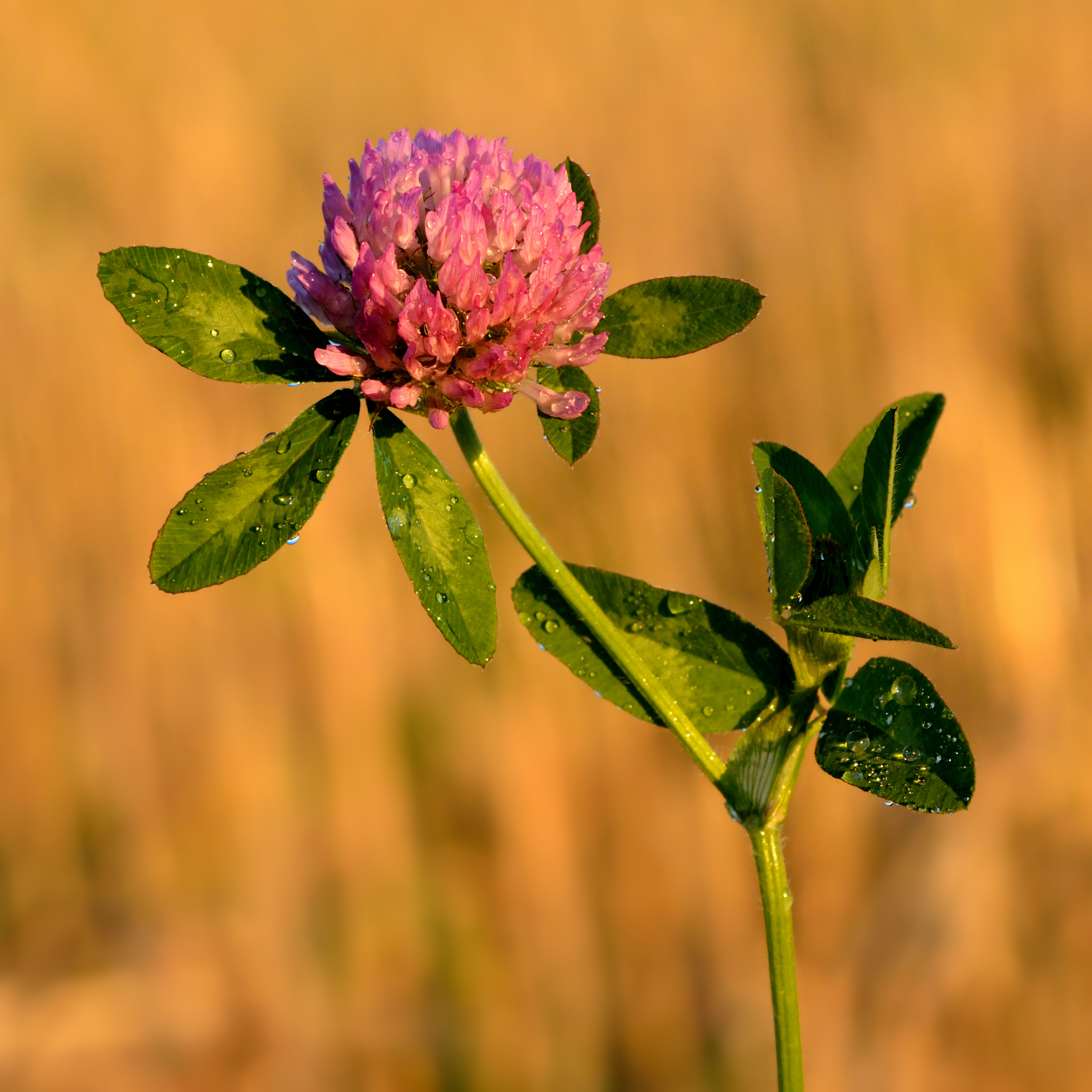

El trèvol comú o trèvol dels prats, també anomenat meligó, melgó i herba de la desfeta (Trifolium pratense), és una planta herbàcia de la família de les fabàcies, del gènere Trifolium. Es troba tant en zones de clima temperat com en zones d'altes muntanyes. Tot i que s'utilitza tota la planta per a extreure els seus principis actius, la part més apreciada són els flors. Gràcies als seus usos medicinals (diürètic, sedant, antiinflamatori, i d'altres) es poden trobar molts conreus de Trifolium pratense arreu del món.
Aquesta planta també és coneguda com a trèvol roig, trèvol de les cataractes o farratge bord.
Existeixen diferents varietats del Trifolium pratense : 
- Trifolium pratense var. Pratense, molt cosmopolita.
- Trifolium pratense var. Americanum, es troba al sud-est d'Europa (malgrat el seu nom)
- Trifolium pratense var. Frigidum, localitzat en les muntanyes d'Europa central i sud (Pirineus, Alps, Balcans).
- Trifolium pratense var. Maritimum, trobat al sud de les costes del mar Bàltic.
- Trifolium pratense var. Parviflorum, a Europa.
- Trifolium pratense var. sativum Mediterrani. Robust creixement, glabres o quasi glabres.
- Trifolium pratense var. villosum Alps. Dens fullatge pilós.

## Etimologia
El nom genèric Trifolium prové del llatí, per la disposició de les seves fulles, Tri - (tres) i -folium (fulles), és a dir, formada per tres fulles. El nom específic Pratense ens indica que és una planta típica de farratge, d'aquí que s'anomeni Pratense, que en llatí significa que es troba en els prats.

## Ecologia
A nivell mundial, la podem trobar sobretot a Europa i al Nord d'Àfrica, tot i que avui en dia existeixen moltes plantacions arreu del món. Dintre de Catalunya, es troba distribuïda per totes les regions, però predomina als Pirineus, ja que el clima els és més favorable.
Habita terrenys molt calcaris i argilosos; necessita un clima temperat però és capaç de sobreviure a baixes temperatures, per contra no és resistent a temperatures molt altes. El trobem en prats humits o al voltant de fonts, als marges dels rius i barrancs, o a la vora d'horts, etc.

## Descripció
El trèvol roig és una planta herbàcia, perenne, de pilositat variable i amb un port erecte i ramificat. Les seves dimensions són molt variables, és a dir, pot tenir una major o menor alçada segons l'hàbitat en què es trobi; generalment, la seva alçada oscil·la entre els 5 i 110 cm. La forma vital d'aquesta planta és hemicriptòfit,és a dir, són plantes herbàcies amb les gemmes de recanvi a la superfície del sòl o immediatament després.
La seva arrel és axonomorfa, és a dir, està formada per un eix principal i més desenvolupat i nombroses arrels secundàries. A més, també és fibrosa i relativament profunda, la qual cosa ajuda a la seva subjecció.
La seva tija és erecte i ascendent, de consistència herbàcia i pilosa, amb uns pèls patents d'1cm de longitud aproximadament. Les seves fulles són trifoliades, és a dir, amb tres folíols ovals, curtament peciolats i amb el marge lineal. L'anvers generalment és de color verd clar amb una taca blanca i el revers és més blanquinós. Aquestes fulles tenen estípules triangulars basals i es disposen alternadament.
Les seves flors són hermafrodites i s'agrupen en inflorescències capituliformes ovoides o subgloboses terminals. El seu involucre, quan existeix, està format per les estípules de les fulles superiors. El calze està format per 5 sèpals soldats formant un tub quasi zigomorf d'aparença campanulada, proveït de 10 nervis, amb pèls als menys en el revers; té 5 dents desiguals, sent la inferior la més gran. La corol·la està formada per 5 pètals soldats a la base, formant un tub quasi de 10 cm. Normalment són de color rosat o púrpura. Els estams són diadelfs, és a dir, tenen 9 filaments soldats i un de lliure. El gineceu és monocarpel·lar amb 10 estams.
El fruit és una vaina oviforme, glabre i amb una punta que es desprèn del fruit. Té una mida aproximada de 2 mm. Aquesta planta floreix tot l'any, però amb major intensitat entre el març i el novembre.
La seva pol·linització és entomofílica, és a dir, a través d'agents biòtics, concretament d'insectes.

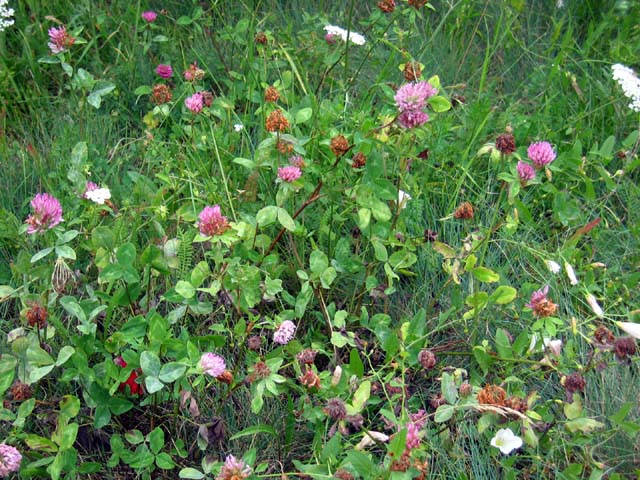
aspecte general

## Farmacologia
Part utilitzada (droga)
S'utilitza tota la planta, però sobretot les flors.
Composició química: 
A la planta en general podem trobar els següents components:
- Diversos àcids : oxàlic i glutamínic
- Genisteïna
- Colina
- Fibra
- Diferents aminoàcids: arginina, histidina, isoleucina, treonina, valina, leucina, lisina, metionina i serina, Aspargina.
- Tanins i olis essencials
- Vitamines : A, B1, B3, B5, B6, B9, B12, B17, C
- Fitoestrògens

A la flor trobem:
- Altres àcids: ascòrbic, salicílic i cafeic
- Eugenol
- Formononetina
- Altres aminoàcids: niacina i tiamina
- Minerals : calci, potassi, fòsfor, magnesi, seleni, manganès, crom, cobalt, sodi i ferro.

A la planta seca també trobem flavonoides.

## Usos

### Usos medicinals
- Càncer: actualment s'està estudiant aquesta planta com un recurs per combatre aquesta malaltia. Sembla que la genisteina que conté impedeix i fa disminuir els tumors cancerosos, sobretot entre els fumadors.
- Aparell respiratori: el trèvol constitueix un expectorant útil en afeccions respiratòries. Protegeix les mucoses de les vies respiratòries, ajuda a expulsar la mucositat actua com a calmant contra els espasmes, per la qual cosa resulta molt útil en les irritacions dels pulmons que causen bronquitis o per alleujar la tos.
- Pel seu alt contingut en tanins, també s'utilitza per tallar la diarrea.
- Dolor de la menstruació i alleugeriment de la menopausa: pel seu contingut en formonotenina, un fitoestrogen vegetal, regula la descompensació hormonal que es produeix durant la menstruació i, especialment, en la menopausa, ajudant a alleujar els dolors que normalment acompanyen a aquest període, així com altres efectes secundaris que produeix la menopausa com les sufocacions, palpitacions, mals de cap, etc. A més, també sembla que influeixi alentint el procés de descalcificació i els problemes cardíacs que acompanyen a la pèrdua de la menstruació.
- Pell : també es pot utilitzar aquesta planta externament, ja que posseeix propietats astringent i vulneraries que resulten útils en el tractament de malalties de a pell com èczema, psoriasis o ferides que presenten dificultats en la seva curació. Aprofitant aquestes propietats, també es pot utilitzar per tractar els ulls inflamats adolorits o combatre la irritació o la picor que generen afeccions oculars, com al conjuntivitis.
- Metabolisme: té propietats diürètiques suaus per la qual cosa pot ser utilitzat per tractar problemes com l'obesitat, o malalties reumàtiques, com l'artritis o la gota.
- Les inflorescències milloren la producció d'orina, la circulació de la sang i la secreció de bilis...

### Altres usos
És una planta silvestre comestible; les seves fulles tendres poden ser utilitzades en amanides, aporten una gran quantitat de minerals. Les flors seques i les llavors poden donar sabor al pa.
És una planta, que en la seva varietat Trifolium pratense L. Var. Sativum s'utilitza com a farratge per produir fenc. A més, és una planta mel·lífera; els apicultors molts cops seleccionen les proximitats dels camps de trèvol per a posar-hi els ruscs, ja que a partir de les seves flors, aquests insectes produeixen una mel espessa de molta més sabor.

## Accions farmacològiques / propietats
- Detergent: Neteja una úlcera o ferida, i es denominen detersoris les substàncies que s'utilitzen per a aquest fi.
- Diürètic: L'aspargina li confereix propietats diürètiques, regula les funcions de l'estrenyiment, ajuda a l'eliminació de líquids i toxines, la falta d'apetit, problemes hepàtics, etc.
- Sedant: Gràcies als àcids fenòlics i als flavonoides afavoreix la son i la disminució de l'excitació.
- Astringent: ajuda a la cicatrització de les ferides.
- Tònic: restableix el to normal de l'organisme.
- Antitossiu: S'utilitza per a curar afeccions del tracte respiratori, com la bronquitis, la tos i la ronquera.
- Antiinflamatori: redueix i alleugereix el dolor d'una zona inflamada, com per exemple s'utilitza per a tractar afeccions oculars.
- Antireumàtic: agent que combat o atenua els símptomes del reuma.
- Tractament de la menopausa: Els extractes d'isoflavona del trèvol s'utilitzen sovint per a tractar els símptomes de la menopausa com una alternativa a la teràpia hormonal.
- Aperitiu: estimula les secrecions gàstriques i afavoreix la digestió dels aliments.

## Toxicitat
La quantitat de fitoestrògens que puguin ingerir-se, quan s'utilitza aquesta planta en fitoteràpia per usos humans, no sembla suficient per presentar problemes de toxicitat, com és en el cas dels animals. Això no obstant, pel seu contingut en àcid salicílic, pot afavorir la fluïdesa de la sang i facilitar el sagnat; per la qual cosa es recomana un ús no prolongat, especialment quan s'estiguin prenent altres anticoagulants.

## Galeria d'imatges

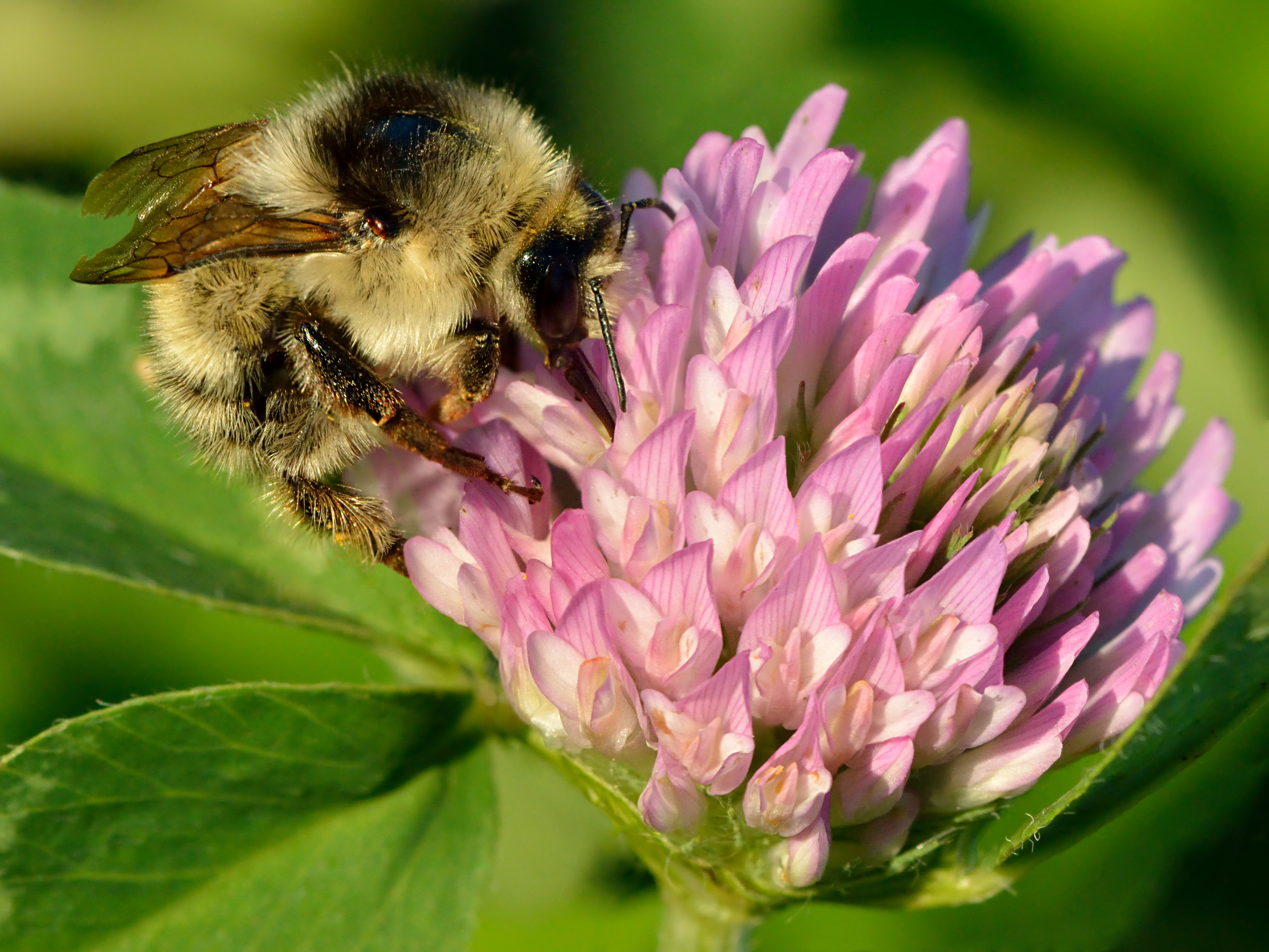
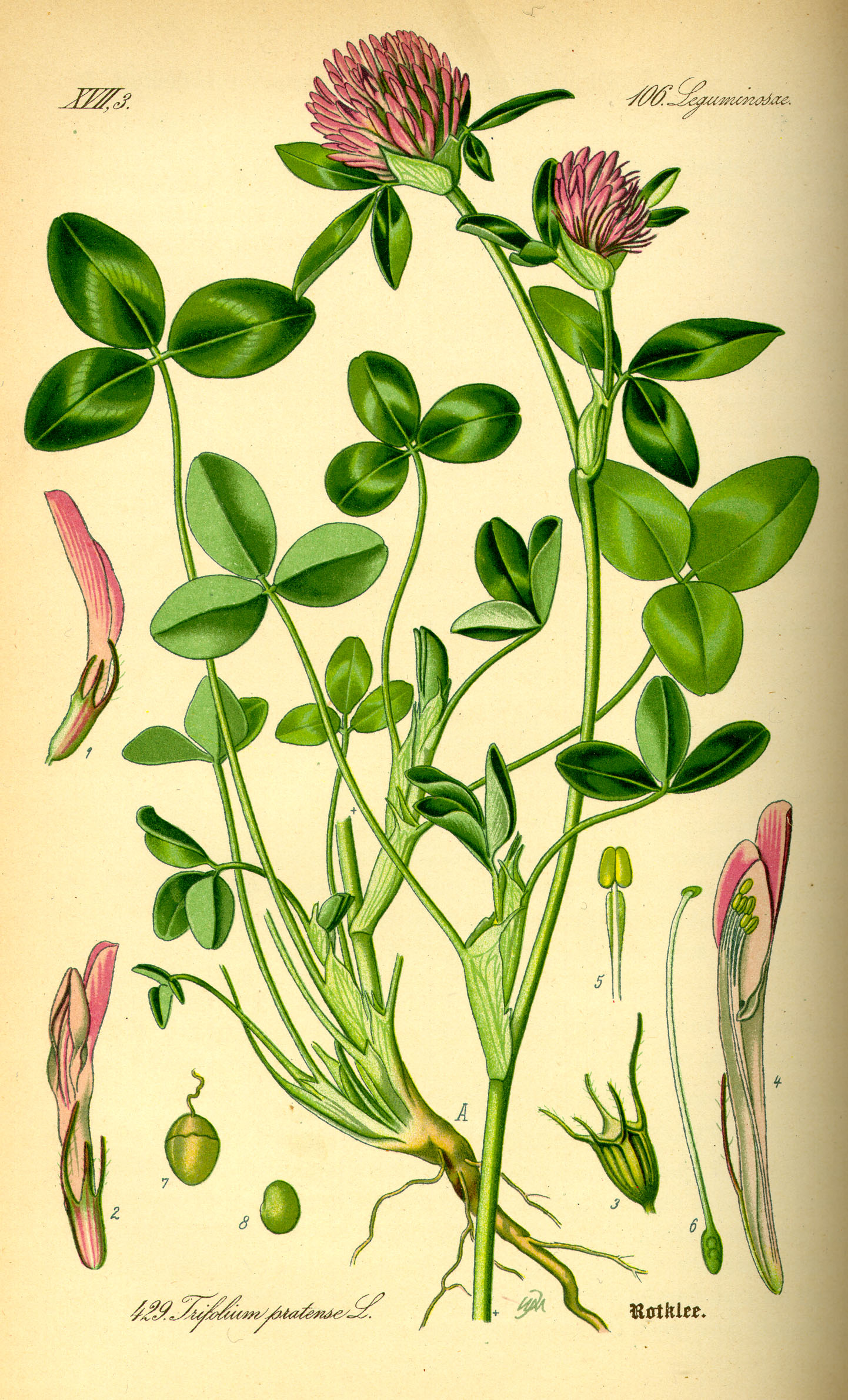